# Andrijiwka (hromada Sachnowszczyna)
Andrijiwka (ukr. Андріївка) – wieś na Ukrainie, w obwodzie charkowskim, w rejonie krasnohradzkim, w hromadzie Sachnowszczyna. W 2001 liczyła 122 mieszkańców, spośród których 116 wskazało jako ojczysty język ukraiński, a 6 rosyjski.